# Donja Oraovica
Donja Oraovica is een plaats in de gemeente Dvor in de Kroatische provincie Sisak-Moslavina. De plaats telt 46 inwoners (2001).